# Gemini Syndrome
Gemini Syndrome es una banda estadounidense de metal alternativo, formada en 2010 en los Ángeles, California. El vocalista de la banda Aaron Nordstrom, también es guitarrista de la banda de nu metal Otep. La banda ha sido comparada con otras bandas como Five Finger Death Punch, Mudvayne, y Tool

## Discografía

### Álbumes de estudio
| Fecha de lanzamiento     | Título       | Discográfia             |
| ------------------------ | ------------ | ----------------------- |
| 10 de septiembre de 2013 | Lux          | Warner Bros. Records    |
| 19 de agosto de 2016     | Memento Mori | Another Century Records |

## Miembros
- Aaron Nordstrom - Voz
- Meegs Rascón - Guitarra
- Brian Steele Medina - Batería
- Alessandro Paveri - Bajo

- Datos: Q16162601
- Multimedia: Gemini Syndrome / Q16162601